# 751

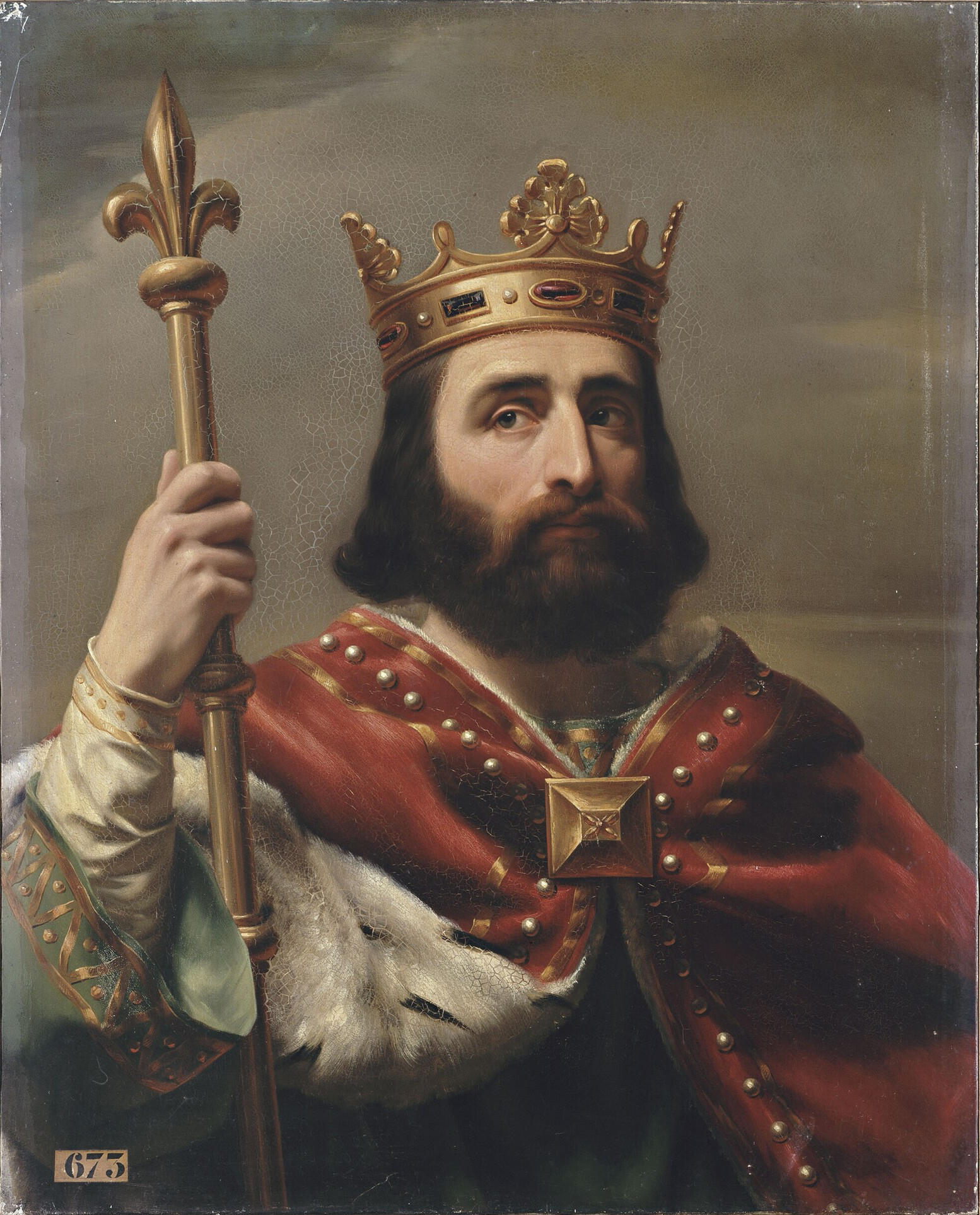
Koning Pepijn III ("de Korte") (751-768)

Het jaar 751 is het 51e jaar in de 8e eeuw volgens de christelijke jaartelling.

## Gebeurtenissen

### Europa
- Pepijn de Korte, hofmeier van Austrasië en Neustrië, zet met steun van de aristocratie de Merovingische marionettenkoning Childerik III af en dwingt hem in te treden in het klooster van Sint-Bertinus in Sint-Omaars. Hij laat zich in Soissons tot koning van de Franken kronen. Paus Zacharias stuurt zijn persoonlijke gezant Bonifatius, die – een ritus uit het Oude Testament weer tot leven roepend – Pepijn zalft tot Pepijn III en stichter van de Karolingse-dynastie.
- Koning Aistulf van de Longobarden verovert Ravenna en de Romagna. Hiermee komt een einde aan het exarchaat Ravenna. Aistulf bedreigt Rome, Zacharias zoekt tevergeefs militaire steun bij het Byzantijnse Rijk.

### Arabische Rijk
- Slag bij de Talas: De Abbasiden verslaan bij de rivier de Talas een Chinees expeditieleger (30.000 man). Na de slag leren de Arabieren in Samarkand volgens bronnen van Chinese krijgsgevangenen het geheim van het maken van papier. Grote delen van Centraal-Azië, met als centrum de stad Tasjkent, worden aan het islamitische rijk toegevoegd. Sinkiang (huidige Oost-Turkestan) valt in handen van de Oeigoeren.

## Religie
- De Abdij van Liessies in Frans-Henegouwen wordt gesticht.

## Geboren
- Adalardus, Frankisch abt en minister (overleden 827)
- Karloman I, koning van de Franken (overleden 771)